# Arthur, North Dakota
Arthur är en ort i Cass County i North Dakota. Vid 2020 års folkräkning hade Arthur 328 invånare.

## Kända personer från Arthur
- Doug Burgum, affärsman och politiker